# Commune de Monaco
La commune de Monaco (monégasque : Cumüna de Mu̍negu) est la capitale et la seule commune de la principauté de Monaco. Elle occupe la totalité de la superficie de la cité-État et dispose de compétences et d'institutions propres.

## Histoire
La commune est l'une des plus vieilles institutions monégasques. Dès le XIIIe siècle, les habitants se réunissent pour élire un parlement, alors présidé par le seigneur.
Au XVIe siècle, la commune comprend quatre syndics et douze podestats et est présidée par un podestat. Ces offices sont élus chaque année le 29 septembre, date de la Saint Michel. En 1790, le prince Honoré III institue un conseil de 18 membres.
De 1793 à 1814, Monaco est donc intégrée à la France, sous le nom de Fort d'Hercule.
À la suite de la révolution monégasque, la constitution monégasque de 1911 réforme les institutions communales : la principauté est divisée en trois communes, Monaco-Ville, la Condamine et Monte-Carlo. Chaque commune est dotée d'un maire et d'un conseil de neuf membres (tous élus au suffrage universel). Une commission inter-communale gère les questions communes. Durant cette période, les membres du Conseil national sont tous conseillers communaux et siègent à la mairie de Monaco.
En 1918, la commune unique est rétablie : elle est dotée d'un conseil municipal de quinze membres élus pour trois ans. La loi sur l'organisation communale de 1974 fait passer le mandat à quatre ans.

## Administration

### Conseil communal
Le conseil communal est composé de quinze membres élus au suffrage universel direct au scrutin de liste plurinominal majoritaire à deux tours avec panachage, pour un mandat de quatre ans.
Les dernières élections ont eu lieu le 19 mars 2023.

### Maire
Le maire de Monaco est élu par le conseil communal. Il préside le conseil communal et est chargé de l'exécution de ses décisions.
| Nom | Nom                | Mandat | Mandat   | Liste                 |
| Nom | Nom                | Début  | Fin      | Liste                 |
| --- | ------------------ | ------ | -------- | --------------------- |
|     | Suffren Reymond    | 1918   | 1920     | ?                     |
|     | Alexandre Médecin  | 1920   | 1929     | ?                     |
|     | Eugène Marquet     | 1929   | 1930     | ?                     |
|     | Charles Bernasconi | 1930   | 1930     | ?                     |
|     | Louis Aureglia     | 1933   | 1944     | ?                     |
|     | Charles Palmaro    | 1946   | 1955     | ?                     |
|     | Robert Boisson     | 1955   | 1971     | ?                     |
|     | Jean-Louis Médecin | 1971   | 1991     | Action municipale     |
|     | Anne-Marie Campora | 1991   | 2003     | L'évolution communale |
|     | Georges Marsan     | 2003   | En cours | L'évolution communale |

## Compétences
La commune de Monaco exerce les compétences que lui délègue la loi sur l'organisation communale adoptée par le Conseil national :
- l'action sociale, notamment les crèches municipales et maintien à domicile et activités de loisirs des personnes âgées ;
- l'animation de la ville, l'organisation de manifestations traditionnelles et de loisirs, la gestion de l'espace Léo-Ferré ;
- l'action culturelle et artistique ;
- l'attribution de subventions aux associations culturelles, sportives et récréatives ;
- la gestion de salles de sports et piscines municipales ;
- l'état civil et la délivrance des cartes d'identité ;
- la gestion des marchés et du cimetière ;
- la police municipale ;
- les zones vertes et jardins publics, la dénomination des voies publiques et l'affichage sur la voie publique ;
- l'organisation des élections.

## Infrastructures
En 2021, le Conseil communal de Monaco a voté en faveur d'un projet d'urbanisme ayant pour but la surélévation du bâtiment de la Sûreté publique. Ce projet prévoit l'adjonction de trois niveaux supplémentaires en bois et zinc complétant le bâtiment actuel datant de 1986.

### Rénovations et réhabilitations
- Villa Lamartine

La villa Lamartine, abritant la sonothèque-vidéothèque José Notari, est devenue un lieu d'échange intergénérationnel. Les travaux ont consisté en la création d’un ascenseur intérieur, un réaménagement intérieur complet ainsi qu’un ravalement des façades. Ces travaux s'inscrivent dans la démarche « bâtiments durables méditerranéens » de Monaco. Le site est rouvert au public en septembre 2023 sous le nom d'Espace Lamartine.

## Activités
- Mission pour la transition énergétique

Créée en 2016 pour accompagner la démarche de transition énergétique de la Principauté, la Mission pour la Transition Énergétique a pour objectifs d'animer des projets de limitation des émissions de gaz à effet de serre et de développement des énergies renouvelables. Elle gère le Fonds Vert National. Dans le cadre d'un partenariat avec la Mairie de Monaco, la MTE a répondu aux questions des parents lors d'une rencontre à la crèche de l'île aux Bambins (Promenade Honoré II) en juin 2021.